# Al pie del glaciar (Filippini)
Al pie del glaciar (Ai piedi del ghiacciaio) es una pintura al óleo sobre lienzo de 95,5 x 55,5 cm, hecha entre 1875 y 1895 por el pintor italiano Francesco Filippini.

## Descripción
El trabajo retrata un refugio de montaña a los pies de un glaciar en los Alpes italianos, con un fuerte significado simbólico. La peculiaridad son los colores de las nubes del cielo y la niebla, en tonos fríos y grisáceos, acompañados del rigor compositivo, la pincelada áspera y esencial y toque melancólico típicos de los paisajes de montaña en invierno de Filippini.

## Mercado del arte
En una subasta de Sotheby's en Milán en 2007, el óleo Al pie del glaciar de Francesco Filippini, se vendió por 102.250 euros más los honorarios de la subasta.